# 미네스트로네

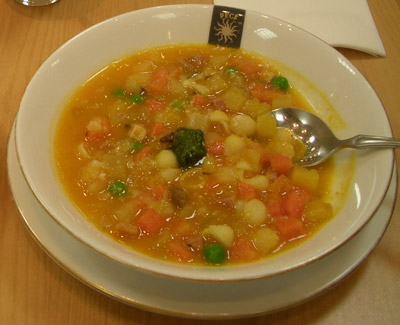
미네스트로네

미네스트로네(이탈리아어: minestrone)는 채소, 파스타등으로 만든 이탈리아 전통 수프다. 특별히 정해진 조리법이나 재료는 없으며, 주로 제철에 나는 채소를 이용한다. 자주 사용되는 재료로는 콩, 양파, 당근, 토마토를 들 수 있다.
이탈리아어에서 수프를 뜻하는 minestra와 -one이라는 접사가 붙은 것이다.